# Crawfordsville (Oregón)
Crawfordsville es un lugar designado por el censo ubicado en el condado de Linn en el estado estadounidense de Oregón. En el año 2010 tenía una población de 332 habitantes.

## Geografía
Crawfordsville se encuentra ubicado en las coordenadas 44°21′21.91″N 122°51′53.57″O / 44.3560861, -122.8648806.